# Nathalia Dill
Nathalia Goyannes Dill Orrico (Río de Janeiro, 24 de marzo de 1986) es una actriz brasileña.

## Carrera
En 2005 comenzó su carrera actuando en obras de teatro como La Gloria de Nelson y Juegos en la hora de la siesta. En 2006 fue invitada a formar parte del elenco de la serie de Mandrake de (HBO), donde apareció en "Negro Rosas". En 2007 interpretó al villano Deborah Ríos en la temporada 15 de la serie Malhação; mientras se trabaja en el programa trabajado como extras en la película Tropa de élite, donde interpretó a un estudiante universitario. En 2008, participó en las películas Feliz Navidad y solamente el final. Al año siguiente, Nathalia participó en su primera telenovela protagonizada vez en el Paraíso, donde vivió el personaje Maria Rita (Santinha). En el mismo año participó en el orden especial del año de emisión, C Re Mi fábrica.
En 2010, Nathalia vivió su segundo protagonista consecutivo en escrito en las estrellas, Viviane vivir. En 2011 participó en la novela Cuento encantado, el papel de los "justos" Doralice Peixoto. Debutó en 2012 el prime time de Globo en Avenida Brasil de Joao Emanuel Carneiro, donde el personaje Deborah está enamorada de Jorgito, interpretado por Cauã Reymond. En 2013, vivió la vengativa Silvia en Joia Rara, personaje en busca de venganza contra Ernest (Abreu José) y termina enamorándose de este hijo, Víctor (Rafael Cardoso). En 2014, dio vida a una periodista llamada Laura en Alto Astral.

## Vida personal
Nathalia Dill es la hija dos profesores de universidad, Rômulo Orrico y Evelyn Orrico.  Estuvo casada con el director de cine Caio Soh entre 2013 y 2014. En 2015 Nathalia comenzó una relación con el también actor Sergio Guizé, con quien hizo de pareja romántica en la novela Alto Astral (Por siempre). En abril de 2017, comunicaron su separación.

## Filmografía

### Televisión
| Año de inicio | Título                   | Papel                        | Notas                    |
| ------------- | ------------------------ | ---------------------------- | ------------------------ |
| 2006          | Mandrake                 | Valentina                    | Episodio: "Rosas Negras" |
| 2007-2009     | Malhação                 | Débora Rios                  | Antagonista              |
| 2009          | Ciudad Paraíso           | Maria Rita Godói (Santinha)  | Protagonista             |
| 2009          | Dó-Ré-Mi-Fábrica         | Viola                        | Coprotagonista           |
| 2010          | Escrito en las estrellas | Viviane/Victoria/Valentina   | Protagonista             |
| 2011          | Cuento encantado         | Doralice "Dora" Peixoto/Fubá | Coprotagonista           |
| 2012          | Avenida Brasil           | Débora Magalhães Queirós     | Secundario               |
| 2013-2014     | Preciosa perla           | Sílvia Zampari Hauser        | Antagonista              |
| 2014-2015     | Por siempre              | Laura                        | Protagonista             |
| 2016          | Que buena vida           | Anastácia (1 fase)           | Participación especial   |
| 2016          | La dama de la libertad   | Branca                       | Antagonista              |
| 2016          | Rock Story               | Júlia Monteiro               | Protagonista             |
| 2016          | Rock Story               | Lorena Monteiro              | Antagonista              |
| 2018          | Orgulho e Paixão         | Elisabeta Benedito           | Protagonista             |
| 2019          | Dulce Ambición           | Fabiana Sobral Ramírez       | Protagonista             |
| 2024          | Família é Tudo           | Vênus Mancini                | Protagonista             |

### Cine
| Año  | Título               | Papel      | Notas       |
| ---- | -------------------- | ---------- | ----------- |
| 2007 | Tropa de élite       | Estudiante |             |
| 2008 | Feliz Natal          | Marília    |             |
| 2008 | Apenas o Fim         | Taiara     | Antagonista |
| 2012 | Paraísos Artificiais | Erika      | Dj          |

### Teatro
| Año  | Título                     | Director                                   |
| ---- | -------------------------- | ------------------------------------------ |
| 2005 | A Glória de Nelson         | Daniel Herz                                |
| 2005 | Jogos na Hora da Sesta     | Michel Bercovitch                          |
| 2006 | As Aventuras de Tom Sawyer | Michel Bercovitch                          |
| 2007 | O Beijo no Asfalto         | Michel Bercovitch (asistente de dirección) |
| 2008 | Boca de Cowboy             | Michel Bercovitch                          |

## Premios y nominaciones
| Año  | Título                  | Premio            | Notas    |
| ---- | ----------------------- | ----------------- | -------- |
| 2009 | Mejor Actriz Revelación | Prêmio TV Contigo | Ganadora |
| 2009 | Mejor Actriz Nacional   | Capricho Awards   | Nominada |